# Savinsko
Savinsko este o localitate din comuna Makole, Slovenia, cu o populație de 81 de locuitori.